# Danmarks ytterpunkter

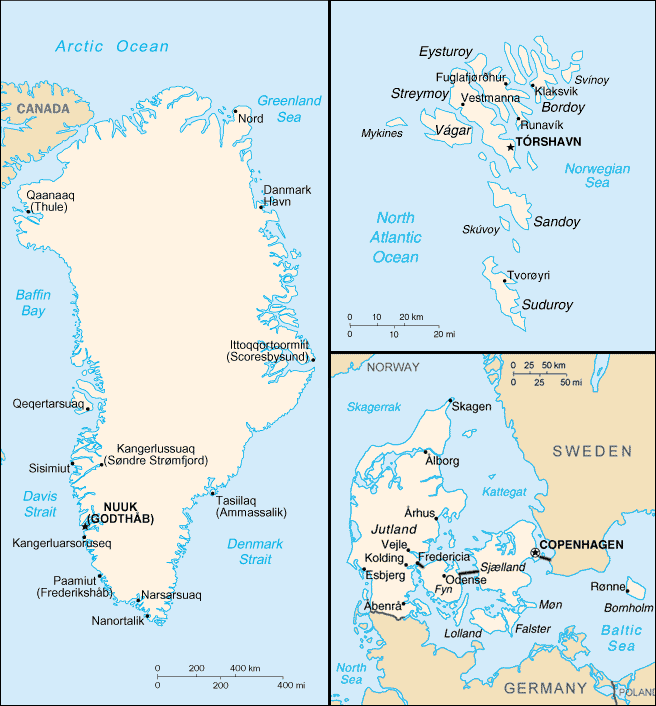
Rigsfællesskabet Danmark

Detta är en lista över Danmarks ytterpunkter, alltså de platser på land som ligger längst norrut, söderut, österut och västerut i Danmark samt territorierna Färöarna och Grönland.

## Danmark

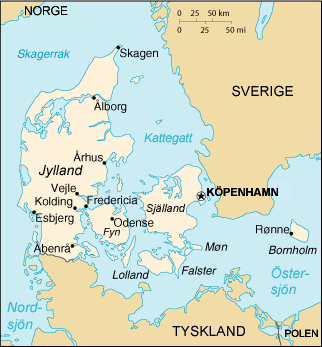
Danmark

### Latitud och longitud
Nordligaste punkt
- Grenen, Skagen, Region Nordjylland (koordinater 57°44′32″N 10°37′48″Ö / 57.74222°N 10.63000°Ö)

Östligaste punkt
totalt: Østerskær, Ertholmene, Bornholms regionskommun (koordinater 55°19′05″N 15°11′49″Ö / 55.31806°N 15.19694°Ö)
på fastlandet: Fornæs, Grenå, Region Midtjylland (koordinater 56°26′36″N 10°57′26″Ö / 56.44333°N 10.95722°Ö)
Sydligaste punkt
totalt: Gedser odde, Falster, Region Själland (koordinater 54°33′36″N 11°58′13″Ö / 54.56000°N 11.97028°Ö)
på fastlandet: Padborg, Åbenrå kommun, Region Syddanmark (koordinater 54°49′53″N 09°21′11″Ö / 54.83139°N 9.35306°Ö)
Västligaste punkt
- Blåvands Huk, Ribe amt, Region Syddanmark (koordinater 55°33′37″N 08°04′36″Ö / 55.56028°N 8.07667°Ö)

### Högsta punkt
- Møllehøj med 170,86 m, Skanderborg, Region Midtjylland (koordinater 55°58′38″N 09°49′34″Ö / 55.97722°N 9.82611°Ö)
- Ejer Bavnehøj (170,35 m)

### Lägsta punkt
- Lammefjorden 7,5 m under havsnivå, nordväst om Holbæk, Region Själland (koordinater 55°46′16″N 11°37′47″Ö / 55.77111°N 11.62972°Ö)

## Färöarna

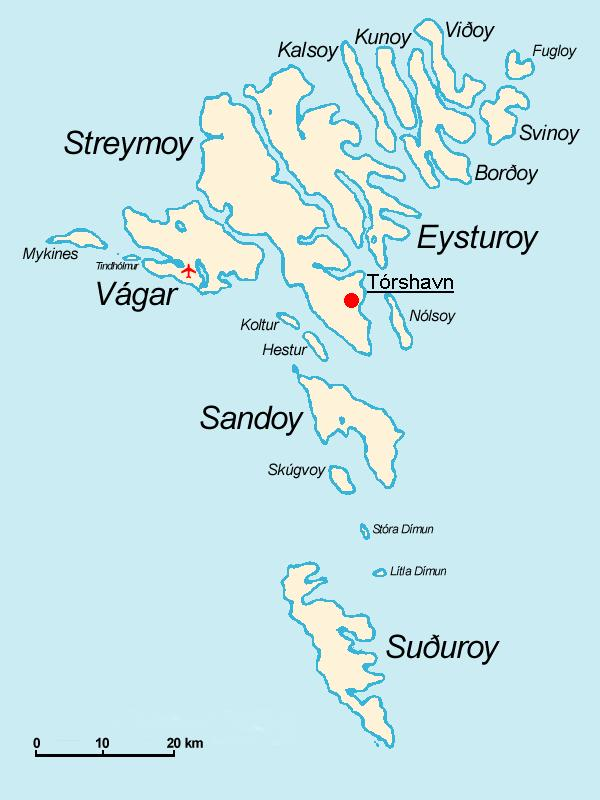
Färöarna

### Latitud och longitud
Nordligaste punkt
- Enniberg, Viðareiði, Viðoy (koordinater 62°23′27″N 06°33′47″V / 62.39083°N 6.56306°V)

Östligaste punkt
- Stapi odde, Hattarvík, Fugloy (koordinater 62°20′00″N 06°18′00″V / 62.33333°N 6.30000°V)

Sydligaste punkt
- Akraberg, Sumba, Suðuroy (koordinater 61°23′50″N 06°41′15″V / 61.39722°N 6.68750°V)

Västligaste punkt
- Mykineshólmur, Sørvágs kommuna, Mykines (koordinater 62°06′07″N 07°40′50″V / 62.10194°N 7.68056°V)

### Högsta punkt
- Slættaratindur med 882 m, Eiði, Eysturoy (koordinater 62°18′00″N 07°00′00″V / 62.30000°N 7.00000°V)

### Lägsta punkt
- Norska havet havsnivå 0 m

## Grönland

Grönland

### Latitud och longitud
Nordligaste punkt
totalt: Kaffeklubben, nordväst om Bliss Bugt, område Grönlands nationalpark (koordinater 83°39′59″N 29°50′00″V / 83.66639°N 29.83333°V)
på fastlandet: Kap Morris Jesup, Peary Land, område Grönlands nationalpark (koordinater 83°37′39″N 32°39′53″V / 83.62750°N 32.66472°V)
Östligaste punkt
- Nordostrundingen, öst om Station Nord, område Grönlands nationalpark (koordinater 81°25′37″N 11°54′33″V / 81.42694°N 11.90917°V)

Sydligaste punkt
totalt: Kap Farvel, Eggersön, kommun Kujalleq (koordinater 59°47′13″N 43°52′54″V / 59.78694°N 43.88167°V)
på fastlandet: Udden söder om Nanortalik, kommun Kujalleq (koordinater 60°08′31″N 45°14′36″V / 60.14194°N 45.24333°V)
Västligaste punkt
totalt: Carey Øer (Nordvestø), väster om Moriusaq, kommun Avannaata (koordinater 76°43′00″N 72°50′00″V / 76.71667°N 72.83333°V)
på fastlandet: Kapp Alexander, nordväst om Siorapaluk, kommun Avannaata (koordinater 78°11′00″N 73°03′00″V / 78.18333°N 73.05000°V)

### Högsta punkt
- Gunnbjørn med 3 694 m, Ittoqqortoormiit, Östra Grönland (koordinater 68°55′10″N 29°53′55″V / 68.91944°N 29.89861°V)

### Lägsta punkt
- Norra ishavet havsnivå 0 m